# 이쿠타 토모코
이쿠타 토모코(일본어: 生田智子, 1967년 2월 13일~ )는 일본의 여성 배우이다. 도쿄도 이타바시구 출신. 소속 사무소 는 도호 예능. 남편은 전 축구 선수 나카야마 마사시.

## 출연

### 영화
- 2019년 《너는 달밤에 빛나고》 - 리츠 역